# Demi Sims
Demi Sims (nacida el 6 de septiembre de 1996) es una personalidad de la televisión británica. Ha aparecido en The Only Way Is Essex, Celeb Ex in the City, Celebs Go Dating, CelebAbility y House of Sims y está programada para participar en la cartelera de boxeo de KSI vs. Dillon Danis. En una ocasión se la describió como una de las «muy pocas mujeres abiertamente bisexuales en los programas de telerrealidad».

## Biografía
Nació el 6 de septiembre de 1996 y se declaró bisexual al final de su adolescencia. Es la media hermana de Chloe Sims y la prima de Joey Essex. Tanto Demi como Chloe y su hermano Charlie Sims y su hermana Frankie Sims han aparecido en The Only Way Is Essex; Chloe, Charlie y Frankie aparecieron entre 2011, 2013 y 2019, mientras que Demi apareció en la serie 12 en 2014 antes de convertirse en miembro regular del elenco en noviembre de 2018. Ella tiene vitiligo.
En 2015, apareció en la serie de ese año de Celebs Go Dating, y luego salió con Megan Barton-Hanson de esa serie; la pareja luego apareció en Eating With My Ex, un programa de BBC Three donde las exparejas informan sobre sus relaciones, y fueron descritas en diciembre de 2020 por Vice como dos de las «muy pocas mujeres abiertamente bisexuales en la televisión de realidad convencional» junto a Chloe Ferry y el elenco de The Bi Life. Sims apareció en el pódcast You Come First de Barton-Hanson más tarde ese mes antes de aparecer en CelebAbility y Celeb Ex in the City y posteriormente salió con Leonie McSorley de Ex on the Beach y Francesca Farago de Too Hot to Handle. Poco después de romper con este último, se vio envuelta en un triángulo amoroso en The Only Way is Essex y luego no volvió a salir con nadie durante unos tres años.
Demi, Chloe y Frankie dejaron The Only Way Is Essex en julio de 2022. Más tarde ese mes, el trío, Charlie, su novia y su mánager Georgia Shults fueron contratados para House of Sims, una serie documental al estilo de Keeping Up with the Kardashians emitida en OFTV. A finales de ese año, Demi había lanzado una cuenta OnlyFans en preparación para la serie. El primer episodio de House of Sims se emitió en mayo de 2023, y los episodios posteriores se emitirán semanalmente. Demi y Frankie se mudaron a Los Ángeles para filmar la serie, pero regresaron a Essex después de la filmación luego de una discusión con Chloe y Charlie, que apareció en la segunda temporada de House of Sims, transmitida en marzo de 2024. En abril de 2024, Ben Pulsford de Closer escribió que la segunda temporada «de alguna manera pasó de ser una postal agradable de Los Ángeles a la Fight Night de Big Brother» y Netflix transmitió la primera temporada. Chloe declaró en marzo de 2025 que no habría una tercera serie.
Demi y Frankie anunciaron un pódcast juntas, Sims Squared, en marzo de 2024, y reaparecieron en The Only Way Is Essex a fines de 2024 para una aparición única apoyando a Harry Derbidge, quien se había separado de Joe Blackman. Posteriormente, Demi salió con Eve Gale de Love Island y Jazz Saunders de Made in Chelsea y estaba programada para participar en marzo de 2025 en la cartelera preliminar de KSI vs. Dillon Danis, aunque esto luego se pospuso.